# Lachides parrhasius
Lachides parrhasius is een vlinder uit de familie van de Lycaenidae. De wetenschappelijke naam van de soort is voor het eerst voorgesteld door Johan Christian Fabricius in Entomologia systematica emendata et aucta deel 3 uit 1793.

## Verspreiding
De soort komt voor in Saudi-Arabië, de Verenigde Arabische Emiraten, Oman, Jemen, Iran, Afghanistan, Pakistan, India en Sri Lanka.

## Ondersoorten
- Lachides parrhasius parrhasius (Fabricius, 1793)
- Lachides parrhasius contracta (Butler, 1880) (Iran, Afghanistan, Pakistan, India)
  - = Luthrodes contracta (Butler, 1880)
  - = Euchrysops contracta (Butler, 1880)
  - = Lampides contracta Butler, 1880
  - = Catochrysops ella Butler 1881
  - = Luthrodes ella (Butler, 1881)
- Lachides parrhasius nila (Evans, 1925) (Sri Lanka)
  - = Euchrysops nila Evans, 1925